# コアラの探偵アーチボルド
コアラの探偵アーチボルド（Archibald the Koala）は、1998年にITVで放送されたイギリスのテレビアニメ。ヒット・エンターテインメントによる制作。日本では2002年夏頃にキッズステーションで放送され、2004年3月11日から8月23日にかけてAT-Xで放送された。イギリスでは全52話まで放送されたが、日本では全26話が放送された。

## キャラクター
アーチボルド
声 - 千葉一伸、英 - リチャード・グリフィス
アガサ
声 - 渡辺みゆ、英 - ケイト・ロビンス
アーチデューク
声 - 沢木郁也、英 - キース・ウィッカム
エジソン
声 - 竹村拓、英 - キース・ウィッカム
ジョバンニ
声 - 置鮎龍太郎
ジョン・ドーリー
声 - 御園行洋、英 - ダン・ラッセル
アイリス
声 - くればやしたくみ、英 - ケイト・ロビンス
スフレ
声 - 大久保利洋、英 - ボブ・サーカー
サリバン
声 - 花輪英司、英 - ボブ・サーカー

## エピソード
| No. | No. | 邦題                         | 原題                        | 放送日        |
| --- | --- | ---------------------------- | --------------------------- | ------------- |
| 1   | ?   | ぬすまれた雨雲               |                             | 2002年 8月5日 |
| 2   | ?   | 王さまは記憶喪失             | Archduke's Amnesia          | 8月6日        |
| 3   | ?   | よみがえった ブラスバンド    | The Brass Band              | 8月7日        |
| 4   | 3   | おばけやしきの謎             | The Rugby-Basket Mystery    | 8月8日        |
| 5   | 4   | とんだ魚つりコンテスト       | A Hazardous Fishing Contest | 8月9日        |
| 6   | ?   | 宇宙からの おとしもの        |                             | 8月12日       |
| 7   | ?   | 銅像になった 王さま          |                             | 8月13日       |
| 8   | ?   | ジョン・ドーリーをさがせ!    |                             | 8月14日       |
| 9   | ?   | 消えたラグビーボール         | The Rugby-Basket Mystery    | 8月15日       |
| 10  | ?   | 巨大モンスター あらわる!     |                             | 8月16日       |
| 11  | ?   | ふしぎな振動                 | Strange Vibrations          | 8月19日       |
| 12  | ?   | びっくりパーティーを 開こう! |                             | 8月20日       |
| 13  | ?   | アイリスの星占い             |                             | 8月21日       |
| 14  | ?   | ラストパップ島の 映画事件!   |                             | 8月22日       |
| 15  | ?   | まっしろな新聞               |                             | 8月23日       |
| 16  | ?   | オウムがいっぱい             |                             | 8月26日       |
| 17  | ?   | 消えた 王さま                |                             | 8月27日       |
| 18  | ?   | おさかなレストラン           |                             | 8月28日       |
| 19  | ?   | ラストパップ消防隊           |                             | 8月29日       |
| 20  | ?   | 印刷所は てんてこまい        |                             | 8月30日       |
| 21  | ?   | 謎の ぷかぷか島              |                             | 9月2日        |
| 22  | ?   | 人気者は ボクだ!             | The Big Show                | 9月3日        |
| 23  | ?   | しゃべりすぎた オウム        |                             | 9月4日        |
| 24  | ?   | 花どろぼうを つかまえろ!     | The Flower Thief 4          | 9月5日        |
| 25  | ?   | 雪の大砲                     |                             | 9月6日        |
| 26  | ?   | かたむいた灯台               |                             | 9月9日        |

## スタッフ

### 英語版
- 原作 - ポール・コックス

### 日本語版
- 監修 - 松田素子
- 演出 - 中村光宏
- 音響制作 - 田原武（ヴィ・ビジョン・スタジオ）
- 調整 - 渡辺美枝（ヴィ・ビジョン・スタジオ）
- タイトルロゴ/サブタイトル手書き - 大滝まみ
- 制作進行 - 合田博則（ユー・コーポレーション）
- プロデューサー - 長谷川仁（グローバル・ライツ）、永原錬太郎（グローバル・ライツ）、白川詩子（ポニーキャニオン）

## 絵本
『ラストパップ島のコアラ・アーチボルド氏の冒険』として、日本では2002年から2003年にかけてBL出版から発売。絵本の翻訳を松田素子が担当している。
- ユーカリのひみつ (発売日:2003年02月、ISBN:9784776400011)
- ぷかぷか島のなぞ (発売日:2002年03月、ISBN:9784892385612)
- ユーカリのひみつ (発売日:2002年02月、ISBN:9784892385636)
- まねまね鳥がやってきた! (発売日:2003年11月、ISBN:9784776400295）